# قطعنامه ۱۳۱۲ شورای امنیت
قطعنامه ۱۳۱۲ شورای امنیت سازمان ملل متحد که در تاریخ ۳۱ جولای ۲۰۰۰ تصویب شد، سندی بین‌المللی دربارهٔ بررسی وضعیت میان اریتره و اتیوپی است. این قطعنامه طی نشست ۴۱۸۱ام با ۱۵ رای موافق، ۰ مخالف و ۰ ممتنع تصویب شد.